# Хлевно (Кормянский район)
Хлевно (бел. Хляўно) — деревня в Литвиновичском сельсовете Кормянского района Гомельской области Белоруссии.
В связи с радиационным загрязнением после катастрофы на Чернобыльской АЭС жители (81 семья) переселены в начале 1990-х годов в чистые места.
На востоке граничит с лесом.

## География

### Расположение
В 21 км на северо-восток от Кормы, в 76 км от железнодорожной станции Рогачёв (на линии Могилёв — Жлобин), в 131 км от Гомеля.

## Транспортная сеть
Транспортные связи по просёлочной, затем автомобильной дороге Корма — Литвиновичи. Планировка состоит из 2 прямолинейных, параллельных между собой меридиональных улиц. Застройка двусторонняя, деревянная усадебного типа.

## История
О деятельности человека в этих местах с давних времён свидетельствует курганный могильник — 4 насыпи (в 0,3 км на восток от деревни, на восточной окраине кладбища). Согласно письменным источникам известна с XVI века как селение в Речицком повете Минского воеводства Великого княжества Литовского, шляхетская собственность. Упоминается между 1598 и 1610 гг. как владение Хлевинских при при продаже имения Таймоново. После 1-го раздела Речи Посполитой (1772 год) в составе Российской империи. В 1898 году открыта церковно-приходская школа, которая разместилась в наёмном крестьянском доме, а в 1900 году для неё построено собственное здание. Часто в деревне происходили пожары, в особенности в 1920-е годы.
С 20 августа 1924 года до 15 сентября 1974 года центр Хлевнянского сельсовета Кормянского, с 25 декабря 1962 года Рогачёвского, с 6 января 1965 года Чечерского, с 30 июля 1966 года Кормянского районов Могилёвского (до 26 июля 1930 года) округа, с 20 февраля 1938 года Гомельской области.
Действовал совхоз «Хлевно», В 1929 году организован колхоз имени М. Горького, работали 3 ветряные мельницы и кузница. Во время Великой Отечественной войны в боях около деревни погибли 290 советских солдат и 5 партизан (похоронены в братской могиле в центре деревни). Согласно переписи 1959 года входила в состав совхоза «Руднянский» (центр — деревня Золотомино).

## Население

### Численность
- 1990-е — жители (81 семья) переселены.

### Динамика
- 1959 год — 590 жителей (согласно переписи).
- 1990-е — жители (81 семья) переселены.

## Известные уроженцы
- А. С. Деружинский — белорусский писатель.
- И. П. Клименков — белорусский писатель.